# Benjamin Trümner
Benjamin Trümner (* 17. Mai 1995 in Schwalmstadt) ist ein deutscher Fußballspieler. Der Stürmer steht beim 1. FC Schwalmstadt unter Vertrag.

## Karriere

### Verein
Nach seinen Anfängen in der Jugend des 1. FC Schwalmstadt, des SC Neukirchen und des KSV Hessen Kassel wechselte er im Sommer 2013 in die Jugendabteilung der TSG 1899 Hoffenheim. Zu Beginn der Saison 2016/17 wechselte er zum 1. FSV Mainz 05 II in die 3. Liga. Dort kam er auch zu seinem ersten Profieinsatz in der 3. Liga, als er am 11. Spieltag bei der 1:4-Auswärtsniederlage gegen den Chemnitzer FC in der 80. Spielminute für Maurice Neubauer eingewechselt wurde. Im Sommer 2018 wechselte er zum Oberligisten SG Barockstadt Fulda-Lehnerz. Zur darauffolgenden Saison erfolgte sein Wechsel zu seinem Heimatverein 1. FC Schwalmstadt. 

### Nationalmannschaft
Benjamin Trümner ist auch auf mehreren Ebenen der Jugendnationalmannschaften des DFB aufgelaufen.